# Giovanni Battista Zupi
Giovanni Battista Zupi (también conocido con su apellido latinizado como Zupus) (Catanzaro, 2 de noviembre de 1589-Nápoles, 26 de agosto de 1667) fue un astrónomo y matemático italiano, sacerdote jesuita. Descubrió las fases del planeta Mercurio en 1639.

## Semblanza
Zupi nació en Catanzaro. Fue ordenado sacerdote jesuita en 1610, y tras dedicarse un tiempo a la enseñanza de humanidades, fue profesor de matemáticas en el jesuita Collegio Massimo de Nápoles durante 27 años.
Activo observador astronómico, colaboró asiduamente con Francesco Fontana (1580–c.1656), que utilizaba un telescopio fabricado con dos lentes convexas. Fontana señala en su libro Novae Coelestium a Zupi como el primero en observar las bandas de la superficie del planeta Júpiter.
En 1639 descubrió que el planeta Mercurio presenta fases orbitales, al igual que la Luna y Venus. Sus observaciones demostraron que el planeta orbita alrededor del Sol. Esto ocurrió tan solo treinta años después de que Galileo diseñara su primer telescopio, y el utilizado por Zupi era solo ligeramente más potente. Giovanni Riccioli (1598-1671) dio cuenta de este hallazgo en su obra Almagestum Novum.
Murió en Nápoles en 1667.

## Eponimia
- El cráter lunar Zupus lleva este nombre en su memoria.[2]